# Schlacht bei Sudoměř

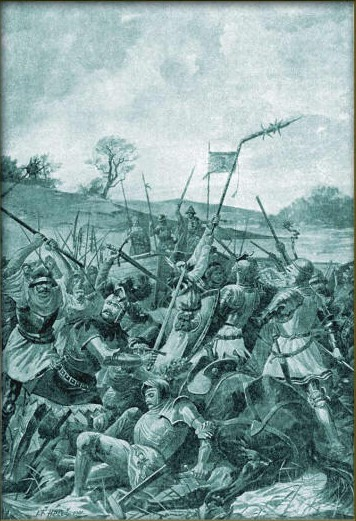
Schlacht bei Sudoměř (Historiengemälde von Josef Ferdinand Hetteš)

Die Schlacht bei Sudoměř in Südböhmen am 25. März 1420 war nach den Kämpfen bei Nekmíř die erste wirkliche Schlacht der bis 1436 dauernden Hussitenkriege. Sie begründete den Ruf der Unbesiegbarkeit des hussitischen Heerführers Jan Žižka und gab den Anlass zur Entwicklung der Taktik der Wagenburg.

## Verlauf der Schlacht
Nur wenige Tage nach der Ausrufung des ersten Kreuzzuges gegen die Hussiten wurde eine hussitische Einheit unter Befehl von Jan Žižka in der Nähe des südböhmischen Ortes Sudoměř von rund 2000 (nach anderen Quellen 2500) kaiserlichen Kavalleristen angegriffen. Die Hussiten mit etwa zwölf Wagen und 400 Fußsoldaten hatten eine Verteidigungsstellung eingenommen, eine Flanke wurde von einem Teich geschützt, die andere von den Kriegswagen. Die Kaiserlichen stiegen ab und führten mehrere Angriffe auf die Stellung der Hussiten. Beide Seiten erlitten erhebliche Verluste, doch schließlich zogen sich die Kaiserlichen zurück, sodass Žižka entkommen konnte. Mindestens drei seiner Wagen wurden in dem Kampf beschädigt.

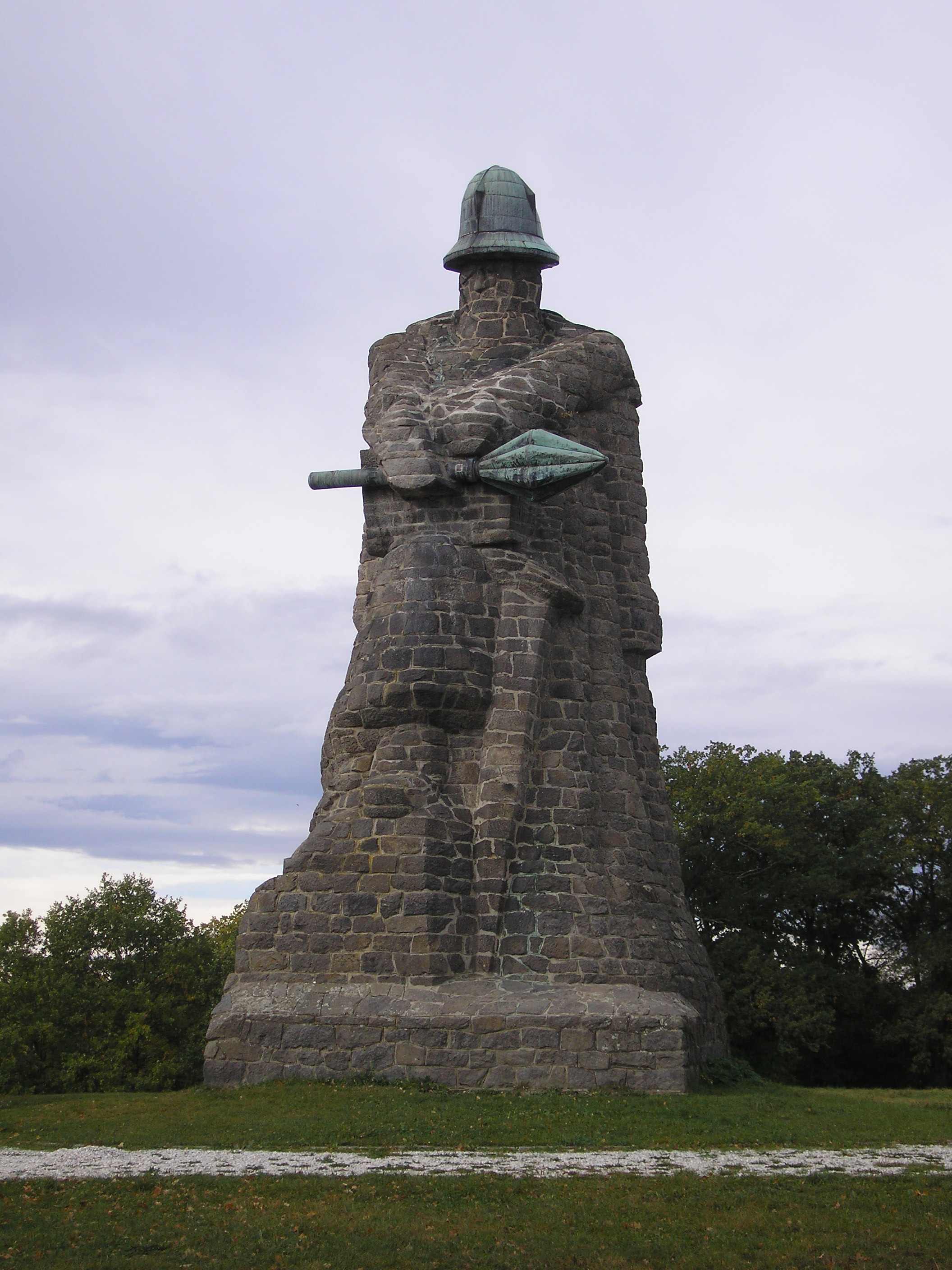
Von Emanuel Kodet entworfenes Denkmal auf dem Schlachtfeld von Sudoměř

Im Jahre 1925 wurde auf dem Schlachtfeld von Sudoměř zwischen den Teichen Markovec und Škaredý ein 16 m hohes steinernes Denkmal für Jan Žižka errichtet.